# Хуан Карлос Фонда
Хуан Карлос Фонда (ісп. Juan Carlos Fonda; 15 жовтня 1919 — ?) — аргентинський футболіст, що грав на позиції захисника, зокрема за «Расінг» (Авельянеда), з яким тричі ставав чемпіоном Аргентини, а також за національну збірну Аргентини. У складі останньої — переможець чемпіонату Південної Америки 1946 року.

## Клубна кар'єра
У дорослому футболі дебютував 1942 року виступами за команду «Платенсе» (Вісенте-Лопес), в якій провів чотири сезони. 
1946 року перейшов до клубу «Расінг» (Авельянеда), за який відіграв 6 сезонів. Наприкінці ігрової кар'єри, протягом сезонів 1949—1951,  тричі поспіль вигравав з «Расінгом» футбольну першість Аргентини.

## Виступи за збірну
1945 року дебютував в офіційних матчах у складі національної збірної Аргентини. Наступного року був учасником домашнього для аргентинців чемпіонату Південної Америки 1946, на якому вони вибороли свій восьмий титул найсильнішої збірної континенту
Загалом протягом дворічної кар'єри у національній команді провів у її формі 10 матчів.

## Титули і досягнення
- Переможець чемпіонату Південної Америки (1):

Аргентина: 1946
- Чемпіон Аргентини (3):

«Расінг» (Авельянеда): 1949, 1950, 1951